# Нінліль
Нінліль (шум. Володарка повітря) — богиня шумеро-аккадської міфології, дружина бога Енліля.
У шумерській релігії Нінліль — «пані відкритого поля», або «Пані Повітря», інші імена — Суд, в Ассирії — Мілітта. Її походження описують по різному. Найчастіше вона дочка Хая, бога сховищ і Ніншербаргунну (богині ячменю) або Нісаба. Інші джерела стверджують, що вона дочка Ану і Анту, або Ан і Намму.
В одній з поем «Енліль і Нінліль», Нінліль жила в Дільмуні зі своєю сім'єю. Зазнавши насильства (або зваблення) Енліля, вона зачала дитину Нанну або Сіна (майбутнього бога місяця). Як покарання Енліль був відправлений в загробний світ, царство Ерешкігаль, куди Нінліль пішла за ним. Щоб мати право покинути підземне царство, Енліль послідовно приймає вигляд стража воріт підземного світу, стража річки і перевізника через річку і зачинає з Нінліль богів Нерґала, бога смерті, Ніназу й Енбілулу, бога річок і каналів. Ці троє синів залишаються в підземному світі замість Енліля, Нінліль і Нанни.
В іншій поемі «Енліль і Суд», Енліль, під час подорожі зупинився в місті Ереш і побачив дівчину, яка сподобалася йому. Він звернувся до неї, висловлюючи захоплення й обіцяючи подарунки, але Суд не захотіла з ним розмовляти. Тоді він відправляє в місто Ереш численні весільні дари та після весілля дає їй ім'я Суд.
У гімні, зверненому до Нінліль, її називають «богинею, яка забезпечує божественні сили радості та процвітання».
Головний храм Нінліль знаходився в Туммалія (район Ніппура).

## У художній літературі
У числі інших персонажів з шумеро-аккадської міфології присутній в книгах О. Рудазова.